# Arcidiecéze Cashel a Emly
Arcidiecéze Cashel a Emly (latinsky Archidioecesis Casheliensis et Emeliensis) je římskokatolická metropolitní arcidiecéze na území Irska se sídlem v Thurles, kde se nachází metropolitní katedrála Nanebevzetí P. Marie. 

## Církevní provincie

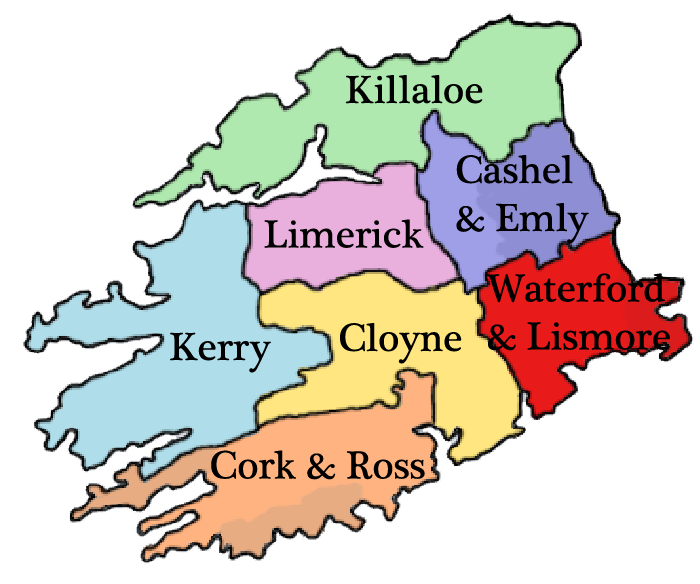
Církevní provincie Cashel a Emly

Církevní provincie Cashel a Emly  dnes zahrnuje následující diecéze: 
- Arcidiecéze Cashel a Emly (sídlo: Thurles) se sufragánnimi diecézemi:
- diecéze Killaloe (zal. sídlo Ennis)
- diecéze Cloyne (sídlo Cobh)
- diecéze Kerry (sídlo Killarney)
- diecéze Limerick
- diecéze Waterford a Lismore (sídlo Waterford)
- diecéze Cork a Ross (sídlo Cork)

## Historie
Diecézi Emly založil podle tradice sv. Albeus (Ailbe, Elvis) v 5. století. který založil i kláěter v Emly, nejvýznamnější klášter irské provincie Munster. Od 10. století však Emly upadá, synod v Kellsu roku 1152 diecézi Emly podřídil nově zřízené metropoli v Cashelu. Období rotestatské reformy znamenalo další úpadek diecéze, často neobsazované. Poslední biskup, dominikán bl. Terence Albert O'Brien, zemřel jako mučedník v roce 1651. V roce 1718 byla diecéze trvale svěřena do správy arcibiskupům v Cashelu.
Diecéze v Cashelu byla zřejmě ustanovena na synodu v Rathbreasailu roku 1111. Synod v Kellsu ji povýšil na metropolitní sídlo a podřídil ji mj. i diecézi v Emly. V době anglikánské reformace bylo arcibiskupství často neobsazené, ale nepřestalo nikdy existovat, i když arcibiskupové často pobývali v exilu. Arcibiskup bl. Dermot O'Hurley, který v diecézi tajně působil, byl zajat a zemřel mučednickou smrtí v roce 1584. V 18. století bylo sídlo arcibiskupů přeneseno do Thurles. Roku 2015 byly diecéze Cashel a Emly aeque principaliter sjednoceny.